# Scleria baroni-clarkei
Scleria baroni-clarkei är en halvgräsart som beskrevs av De Wild. Scleria baroni-clarkei ingår i släktet Scleria och familjen halvgräs. Inga underarter finns listade i Catalogue of Life.